# Greg Minnaar
Greg Minnaar (* 13. listopadu 1981 Pietermaritzburg) je jihoafrický reprezentant v jízdě na horském kole, specialista na disciplínu downhill. Profesionálně závodí od roku 1999, od roku 2008 je členem amerického týmu Santa Cruz Syndicate. Je historicky nejúspěšnějším účastníkem Světového poháru, v němž vyhrál dvacet dva závodů a v letech 2001, 2005 a 2008 se stal celkovým vítězem seriálu. Na mistrovství světa horských kol získal čtyři zlaté medaile (2003, 2012, 2013 a 2021), čtyři stříbrné (2004, 2006, 2009 a 2015) a tři bronzové (2001, 2005 a 2010). V letech 2003 a 2004 vyhrál také severoamerickou sérii National Off-Road Bicycle Association. Od roku 2015 je členem komise sportovců při Mezinárodní cyklistické unii.